# 두광중학교
두광중학교(斗光中學校)는 대한민국 울산광역시 울주군 두서면 인보리에 있는 공립 중학교이다.

## 학교 연혁
- 1953년 12월 29일 : 두광중학교 설립인가
- 1954년 4월 6일 : 개교
- 1975년 3월 1일 : 15학급으로 증설
- 1984년 9월 30일 : 구교사 철거 및 본관 2층 증축 준공
- 2006년 3월 1일 : 3학급으로 감축
- 2020년 9월 11일 : 2021학교공간혁신사업 대상학교 선정
- 2020년 10월 28일 : 2021년 울산 서로나눔학교 선정
- 2023년 3월 2일 : 제72회 입학식(5명)
- 2023년 9월 1일 : 제32대 김백수 교장 부임
- 2024년 1월 4일 : 제70회 졸업식(16명) 총 졸업생수 10,974명

## 참고 자료
- 두광중학교 - 한국교육학술정보원 학교알리미